# Arroz

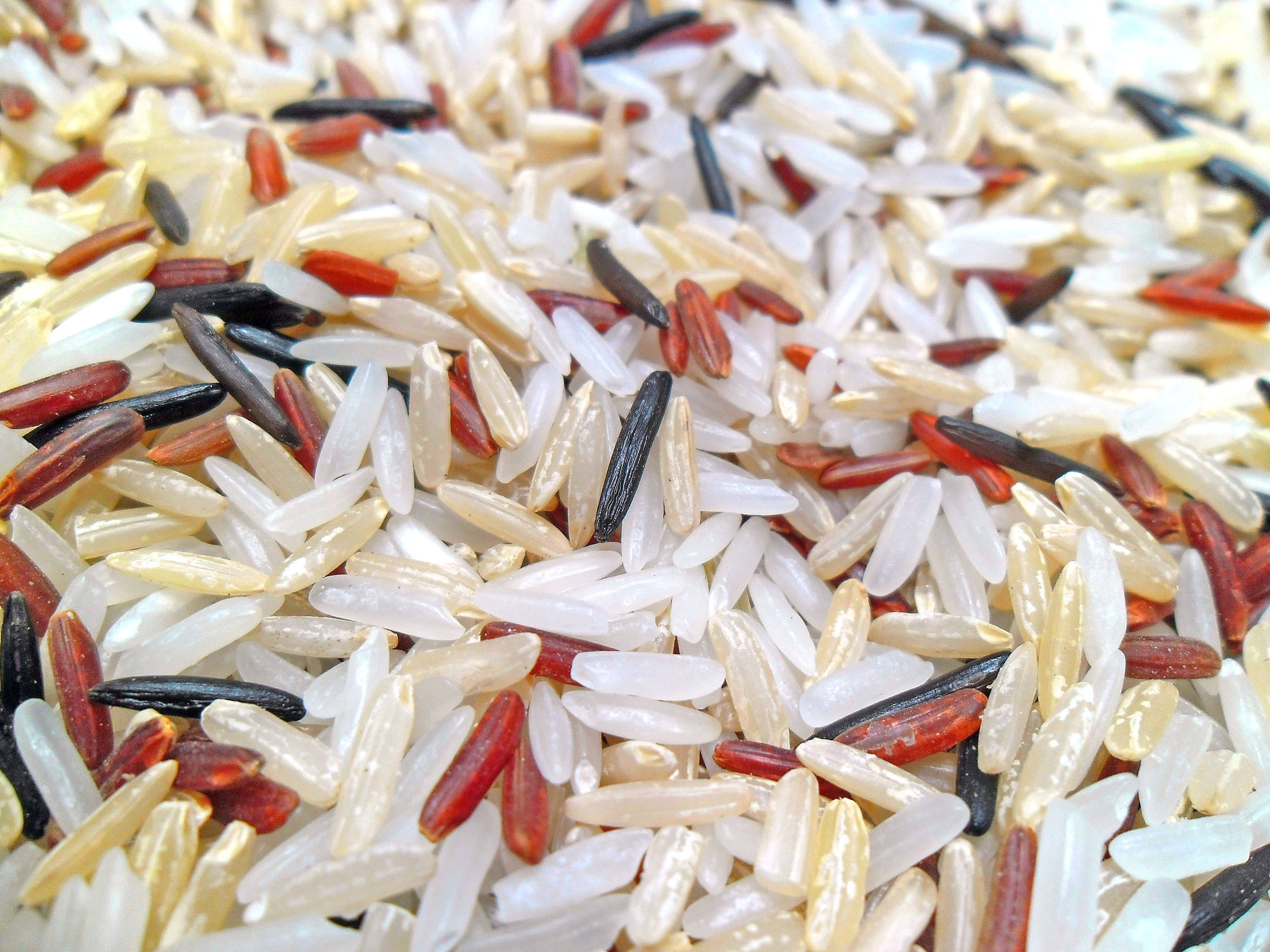
Diferentes variedades de arroz: blanco, integral, rojo y salvaje.

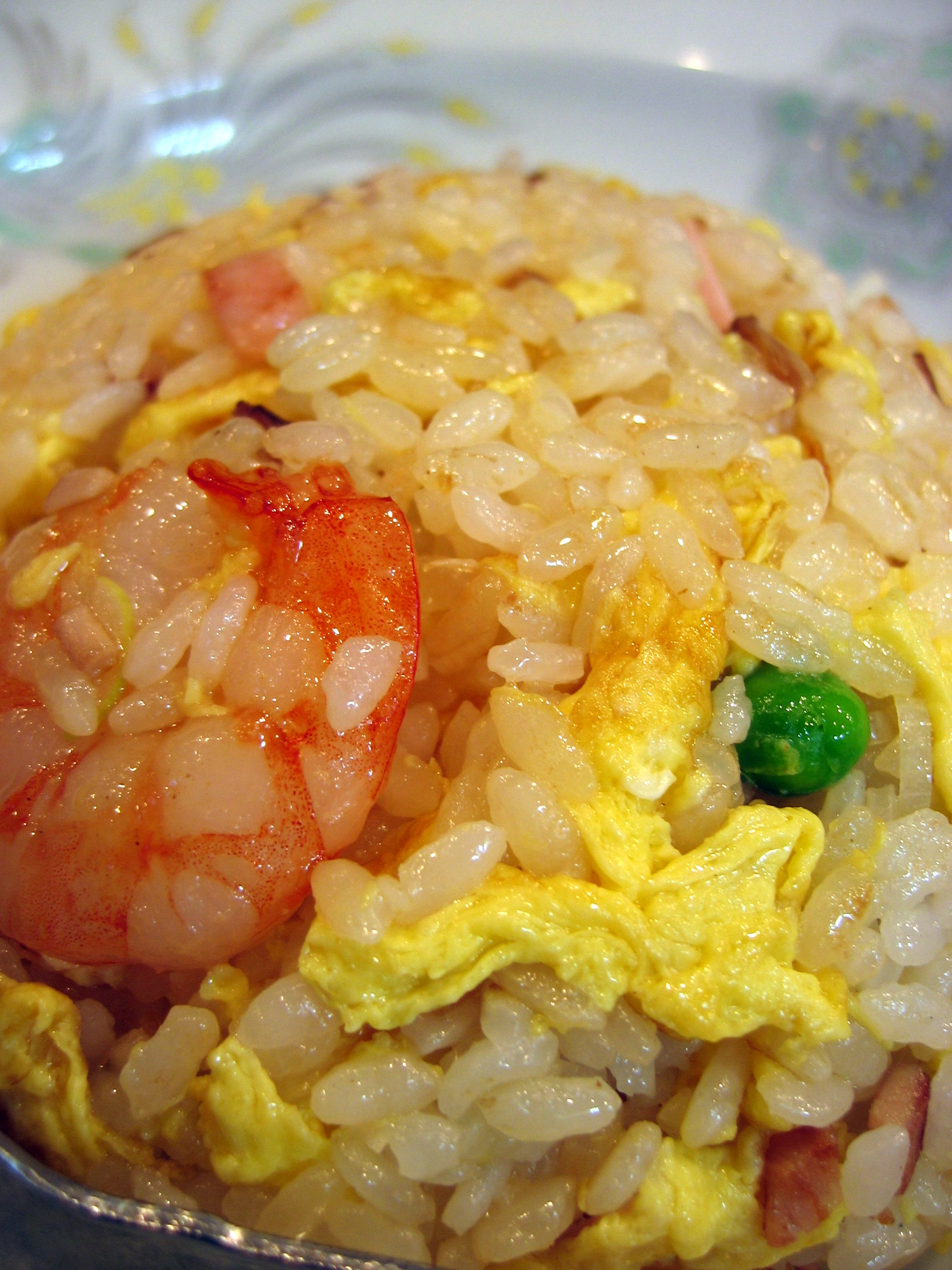
Arroz frito, una especialidad común en la cocina asiática.

El arroz (del árabe, الروز ar-rūz; a su vez del griego, ὄρυζα oryza) es la semilla de la planta Oryza sativa (arroz asiático o simplemente arroz) o de Oryza glaberrima (arroz africano). Se trata de un cereal considerado alimento básico en muchas gastronomías del mundo.
El arroz es el segundo cereal más producido en el mundo (741,5 millones de toneladas), por detrás del maíz (1000 millones de toneladas) y por delante del trigo (713 millones de toneladas). Debido a que el maíz es producido con otros muchos propósitos aparte del consumo humano, se puede decir que el arroz es el cereal más importante en la alimentación humana y que contribuye de forma muy efectiva al aporte calórico de la dieta humana actual; es fuente de una quinta parte de las calorías consumidas en el mundo. Desde 2008, se ha realizado un racionamiento en algunos países debido a la carestía de arroz. En países como Bangladés y Camboya puede llegar a representar casi las tres cuartas partes de la alimentación de la población.
Se dedican muchas hectáreas al cultivo del arroz en el mundo. Se sabe que el 95 % de este cultivo se extiende entre los paralelos 53° latitud norte, y 35° latitud sur. Se calcula que la producción de arroz causó más del 1 % de las emisiones mundiales de gases de efecto invernadero en 2022. Se prevé que el rendimiento del arroz disminuya en torno a un 3.2 % con cada aumento de 1 °C de la temperatura media mundial.
El método tradicional de cultivo del arroz es la inundación de los campos, durante o después de la plantación de la implantación de las plántulas. Este método sencillo requiere una planificación cuidadosa, pero reduce el crecimiento de malas hierbas menos robustas que no crecen cuando están sumergidas y también impide las infestaciones. Aunque la inundación no es obligatoria para el cultivo del arroz, todos los demás métodos de  irrigación requieren mayores esfuerzos en el control de malas hierbas y otras plagas durante los periodos de crecimientos y un enfoque diferente en cuanto a la fertilización del suelo.
El arroz, que es una planta monocotiledónea, se cultiva normalmente como planta anual, aunque en las áreas tropicales puede sobrevivir como planta perenne y puede producir cosecha a partir de retoños hasta durante 30 años. El cultivo del arroz está bien adaptado a países y regiones con costes de mano de obra bajos y alto régimen de pluviosidad, ya que se trata de un cultivo con altos requerimientos tanto de mano de obra como de agua. Aunque sus especies ancestrales son nativas de Asia y ciertas partes de África, siglos de comercio y exportación lo han hecho  común en muchas culturas en todo el mundo.
El origen y domesticación del arroz ocurrió en dos ocasiones y de forma independiente en África ( variedad O. glaberrima) y en Asia (variedad O. sativa).

## Producción mundial
| Principales productores de arroz (2018) (millones de toneladas) | Principales productores de arroz (2018) (millones de toneladas) |
| --------------------------------------------------------------- | --------------------------------------------------------------- |
| China                                                           | 212,1                                                           |
| India                                                           | 172,5                                                           |
| Indonesia                                                       | 83,0                                                            |
| Bangladés                                                       | 56,4                                                            |
| Vietnam                                                         | 44,0                                                            |
| Tailandia                                                       | 32,1                                                            |
| Birmania                                                        | 25,4                                                            |
| Filipinas                                                       | 19,0                                                            |
| Brasil                                                          | 11,7                                                            |
| Pakistán                                                        | 10,8                                                            |
| Total mundial                                                   | 782,0                                                           |

Fuente

## Morfología
El arroz (Oryza sativa) es una monocotiledónea perteneciente a la familia Poaceae (gramíneas).
Las raíces son delgadas, fibrosas y fasciculadas. Posee dos tipos de raíces: las seminales, que se originan de la radícula y son de naturaleza temporal, y las raíces adventicias secundarias, que tienen una libre ramificación y se forman a partir de los nudos inferiores del tallo joven. Estas últimas sustituyen a las raíces seminales.
El tallo se forma de nudos y entrenudos alternados. Es cilíndrico, nudoso y mide de 60 a 120 cm de longitud. Las hojas son alternas, envainadoras, con el limbo lineal, agudo, largo y plano. En el punto de reunión de la vaina y el limbo se encuentra una lígula membranosa, bífida y erguida, que presenta en el borde inferior una serie de cirros largos y sedosos.
Las flores son de color verde blanquecino y están dispuestas en espiguillas cuyo conjunto constituye una panoja grande y terminal.

## Tipologías

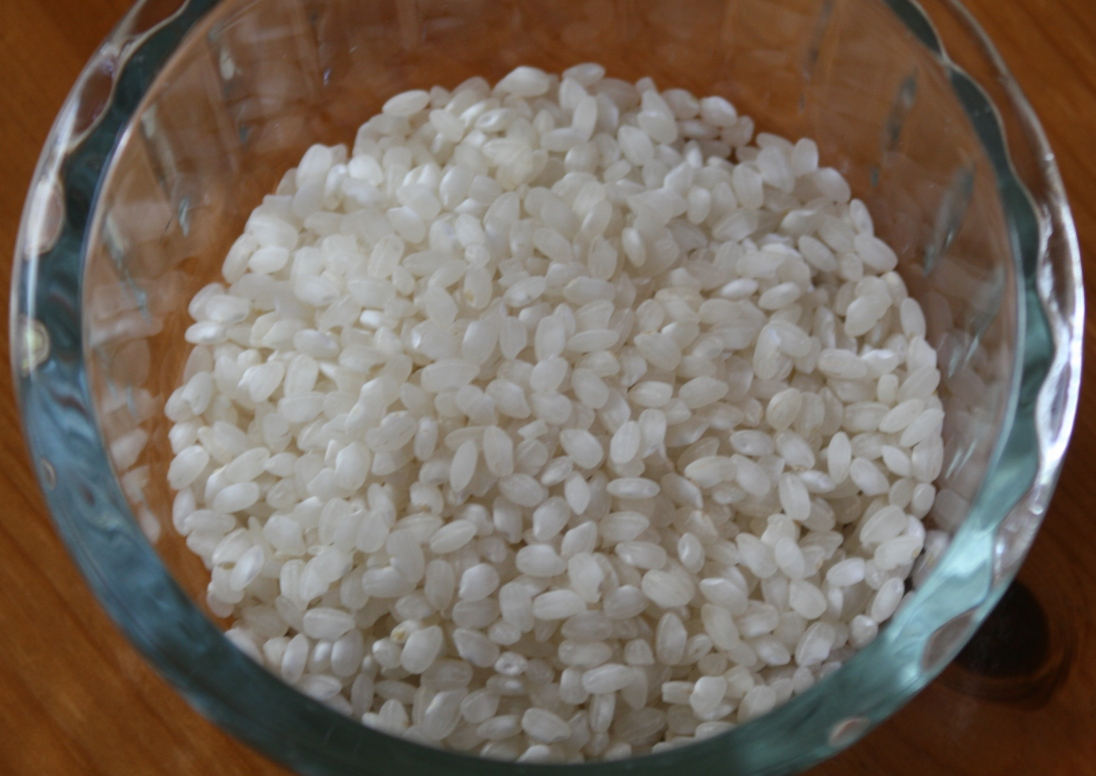
Arroz de grano medio: Arroz bomba.

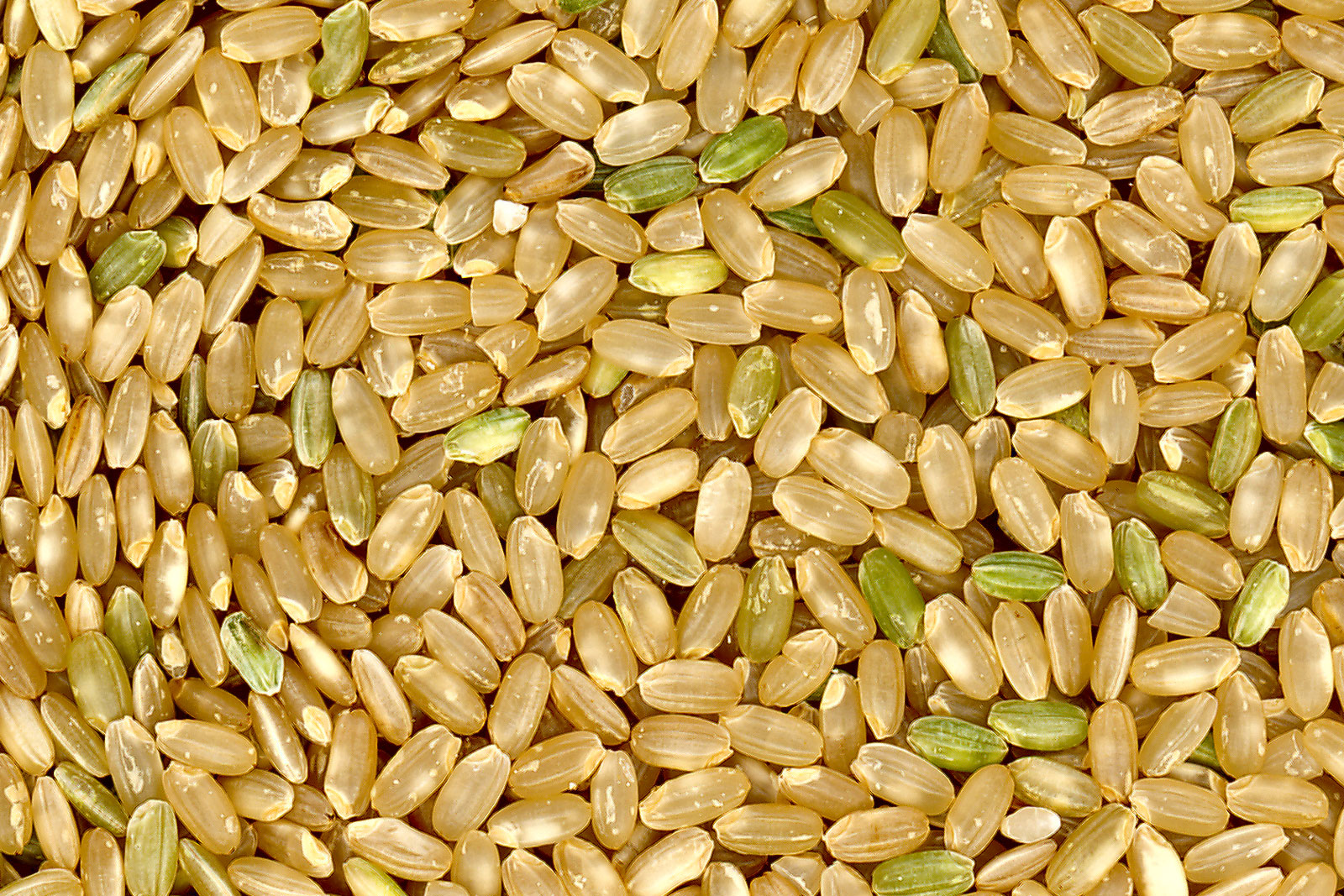
Arroz integral.

Existen cerca de diez mil variedades de arroz. Todas ellas entran en una de las dos subespecies de Oryza sativa, la variedad índica, que suele cultivarse en los trópicos, y la japónica, que se puede encontrar tanto en los trópicos como en las zonas de clima templado y que se caracteriza por su alto contenido en almidón del tipo amilosa (arroz glutinoso). Por regla general, cuanto más amilosa contiene un grano de arroz, más temperatura, agua y tiempo requiere para su cocción.
La mayoría de arroces se «pulen» previamente para liberarlos de la cubierta que los protege (que se convierte en salvado), lo que elimina así aceites y enzimas del arroz. El resultado es un grano de arroz que se mantiene estable durante meses.

### Categorías por forma
La categorización habitual del arroz de cocina es:
- Arroz de grano corto: de apariencia casi esférica, que se suele encontrar en Japón, en el Norte de China y en Corea. Es ideal para la elaboración del sushi debido a que los granos permanecen unidos incluso a temperatura ambiente.
- Arroz de grano medio: que posee una longitud entre dos y tres veces su grosor. Contiene menos amilosa que el arroz de grano largo. Es el más empleado en la cocina española (es el «arroz bomba» empleado en la paella). Es ampliamente utilizado en América Latina en donde los mayores productores y consumidores en su orden son Brasil, Colombia, Perú, Ecuador, Argentina y Chile;  Además se utiliza en la cocina de Cuba, Puerto Rico y República Dominicana, donde es un alimento de consumo diario. También se emplea en la cocina valenciana y en la cocina italiana (risotto).
- Arroz de grano largo: que puede tener entre cuatro y cinco veces la longitud de su grosor. Posee una cantidad elevada de amilosa y por ello requiere una proporción relativamente alta de agua para cocinarse. Es muy empleado en la cocina china e india y es el más vendido en Estados Unidos. También es de consumo muy común en islas Canarias y Venezuela, especialmente formando parte del pabellón criollo o como acompañamiento de platos de carne, pollo o pescado.
- Arroz silvestre: proveniente del género Zizania, que se emplea en alimentación y procede tanto de recolección silvestre como de cultivo. Posee un grano largo que puede llegar a casi 2 cm de longitud.
- Arroz integral: es arroz descascarillado, al que solo se le ha quitado la cáscara exterior o gluma, no comestible. Conserva el germen íntegro con la capa de salvado que lo envuelve, lo que le confiere un color moreno claro. Arroz integral

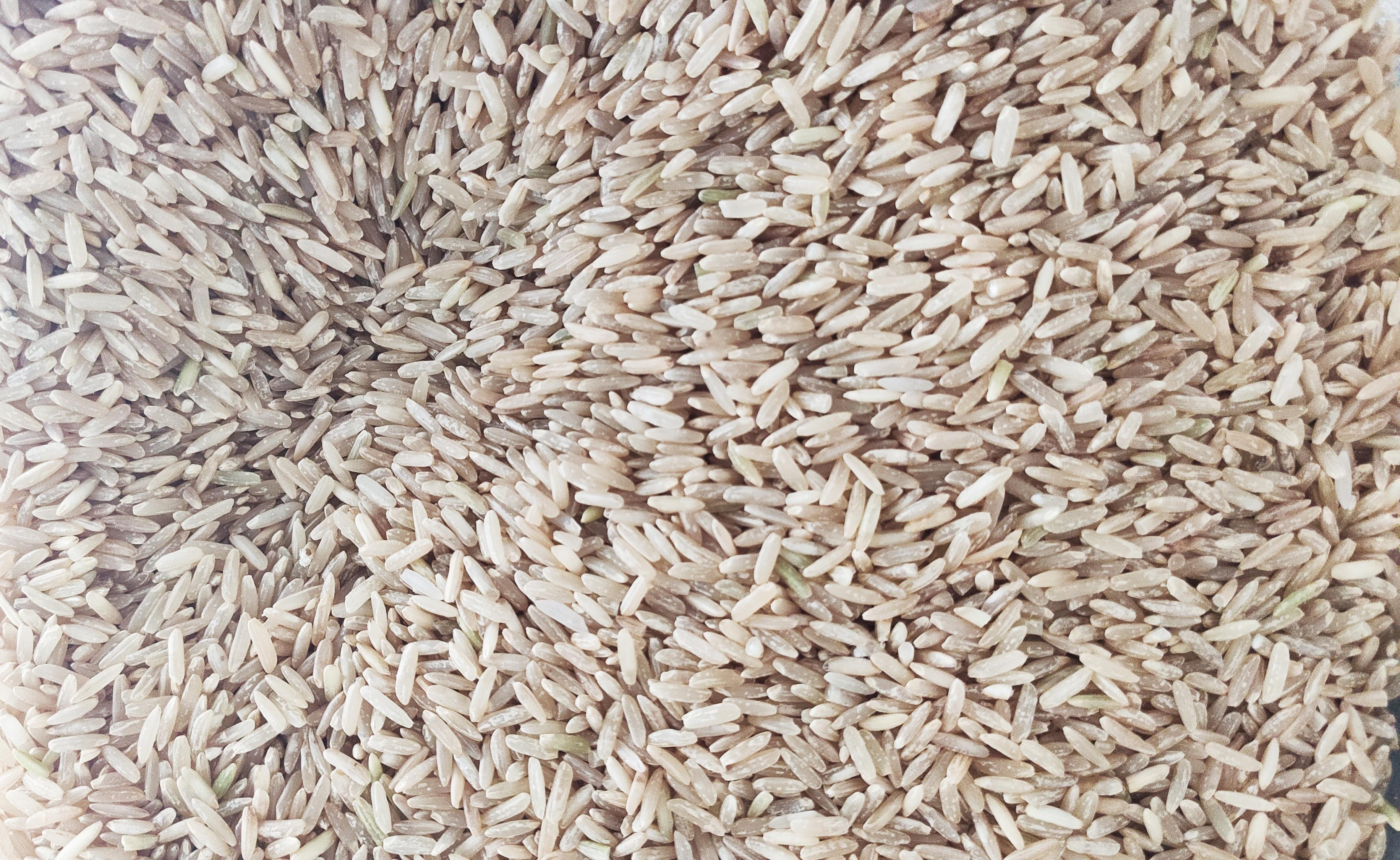
Arroz integral

### Categorías por color/aroma/tacto
- Arroz glutinoso: denominado también arroz dulce o arroz pegajoso. Es, como su nombre indica, pegajoso después de cocerse y los granos permanecen unidos. Necesita poca cantidad de agua y tiende a desintegrarse si se cocina demasiado. Se emplea en la elaboración de platos dulces a base de arroz en Asia. El grado de adherencia que posee un grano de arroz se mide por su contenido de amilosa.
- Arroz aromático: es un grupo de tipos de arroz de grano largo/medio que se caracteriza por poseer aroma debido a la concentración de compuestos volátiles.[13] Abarca la mayoría de los arroces de la India y Pakistán, [cita requerida] incluyendo el arroz jazmín denominado basmati (fragante, en idioma urdú).
- Arroz pigmentado: arroz cuyo salvado posee pigmentos en forma de antocianinas que le confieren colores tales como púrpura o rojo. En este tipo de arroz, cuando el salvado se elimina del grano, el color desaparece.

### Categorías según el tratamiento industrial
Antes de ser comercializado, el arroz puede recibir ciertos tratamientos:
- Arroz vaporizado: al que se le ha quitado el salvado mediante agua en una ligera cocción. Este tipo de arroz tiene algunas ventajas debido a que las vitaminas del salvado se difunden en el endosperma, por lo que es nutricionalmente más completo. El precocinado endurece el grano y hace que no se rompa al ser cocinado. El almidón del arroz precocido se ha gelatinizado. Este tratamiento es tradicional en India y Pakistán.
- Arroz precocido o rápido: cocido y fisurado previamente para facilitar la cocción definitiva, que pasa de unos veinte minutos a unos cinco.

## Características nutricionales

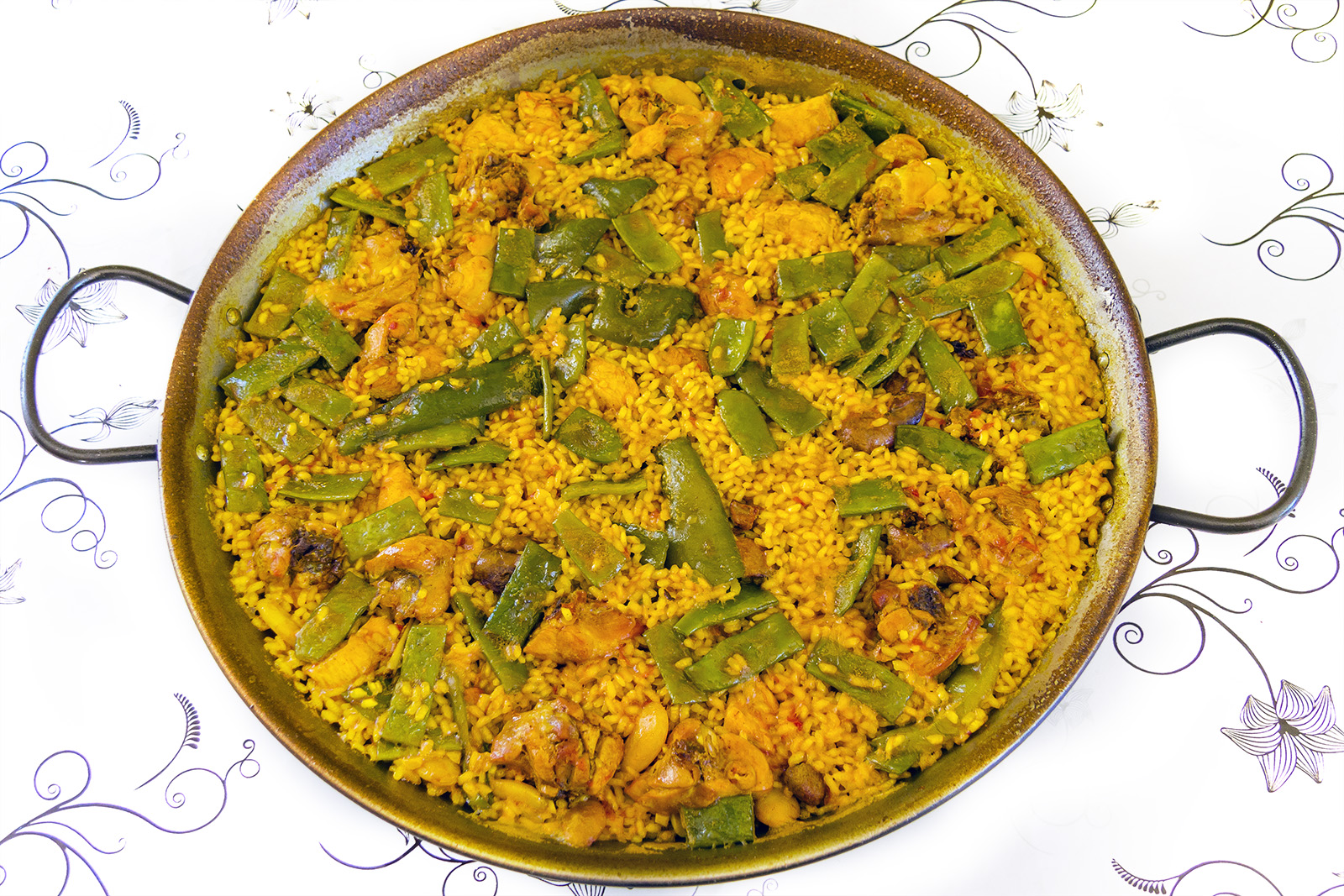
Paella valenciana, un manjar de la comida española

El arroz posee más lisina que el trigo, el maíz y el sorgo. Contiene grandes cantidades de almidón en forma de amilosa (que cohesionan a los granos). El otro contenido de almidón en el arroz, tras la amilosa, es la amilopectina. El arroz limpio, ya desprovisto de su salvado, suele tener menos fibra dietética que otros cereales y, por lo tanto, es más digestivo. Puede ser un alimento de sustento, a pesar de su bajo contenido en riboflavina y tiamina, y proporciona mayor contenido calórico y más proteínas por hectárea que el trigo y el maíz. Es por esta razón por la que algunos investigadores han encontrado correlaciones entre el crecimiento de la población y la expansión de su cultivo.
El arroz posee una elevada posición entre los cereales al considerar su aporte energético en calorías, así como en proteínas. La biodiversidad lo coloca en un 66 %, si bien posee pocas proteínas comparado con otros cereales.
El arroz no contiene gluten, por lo que es apto para el consumo por parte de personas que padecen trastornos relacionados con el gluten, tales como la enfermedad celíaca y la sensibilidad al gluten no celíaca.
Un estudio asume que el arroz pierde una cantidad significativa de calorías cuando se congela después de ser cocinado.

## Preparación como alimento

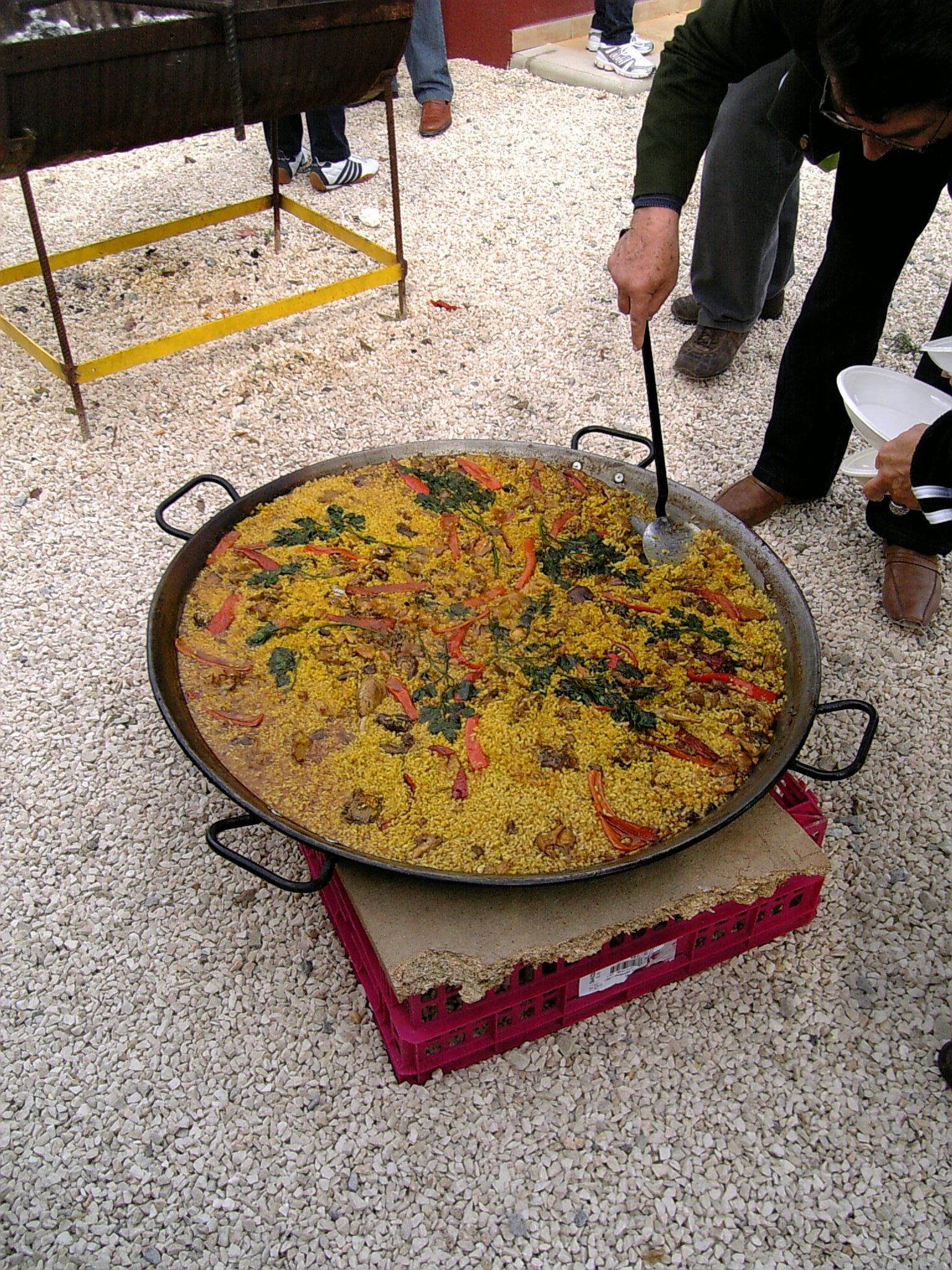
Preparación de una paella.

A veces, el arroz integral se limpia y se le elimina la capa de salvado (rica en silicio) quedando el cariópside o grano. No obstante, suele aconsejarme el uso de arroz integral frente al refinado o blanco. Uno de los problemas a los que se enfrentan los países productores de este cereal es la acumulación de cascarilla de arroz que se genera en el proceso de trillado en los molinos, pero existen procesos para transformar la cascarilla de arroz en fertilizante orgánico de gran calidad en el que la lombriz se alimenta solo de cascarilla.
Por regla general, el arroz se cocina mediante aplicación de humedad y calor a los granos. La cocina de la India suele cocer el arroz en un exceso de agua, de tal forma que el agua residual se elimina cuando la cocción se ha completado. La cocina de China y Japón emplea cantidades justas de agua, lo suficiente como para humedecer el arroz durante su calentamiento en una olla cerrada. Esta forma de cocinado favorece su ingesta mediante palillos. En la cocina mediterránea se suele enriquecer el arroz con el cocinado de aceites, mantequilla, caldos (fumet) y otros ingredientes diversos. De esta forma surgen los pilafs, los risottos y las paellas. La cocina persa elabora los polo mezclados con carne diversa cocinada en abundante agua, hasta que los granos de arroz se hinchan, alargándose varias veces su longitud natural. Suelen añadir fruta desecada, nueces, entre otros, a menudo hasta que el agua se agota, quedando un arroz marrón denominado tahdig (muy similar al socarrat de la paella).
Las formas de aplicar calor al arroz para su cocinado son diversas. En algunas ocasiones se fríe ligeramente en sartenes con aceite vegetal para elaborar una serie de platos englobados en el «arroz frito». O se le aplica vapor de agua mediante vaporeras y de esta forma se realiza la cocción al vapor. Hoy en día se emplean en muchos países asiáticos electrodomésticos especializados como la olla arrocera. Las cocinas del sudeste asiático consideran el arroz como un alimento que debe estar presente en las tres comidas diarias. Se incluye habitualmente en los desayunos como un plato denominado congee.

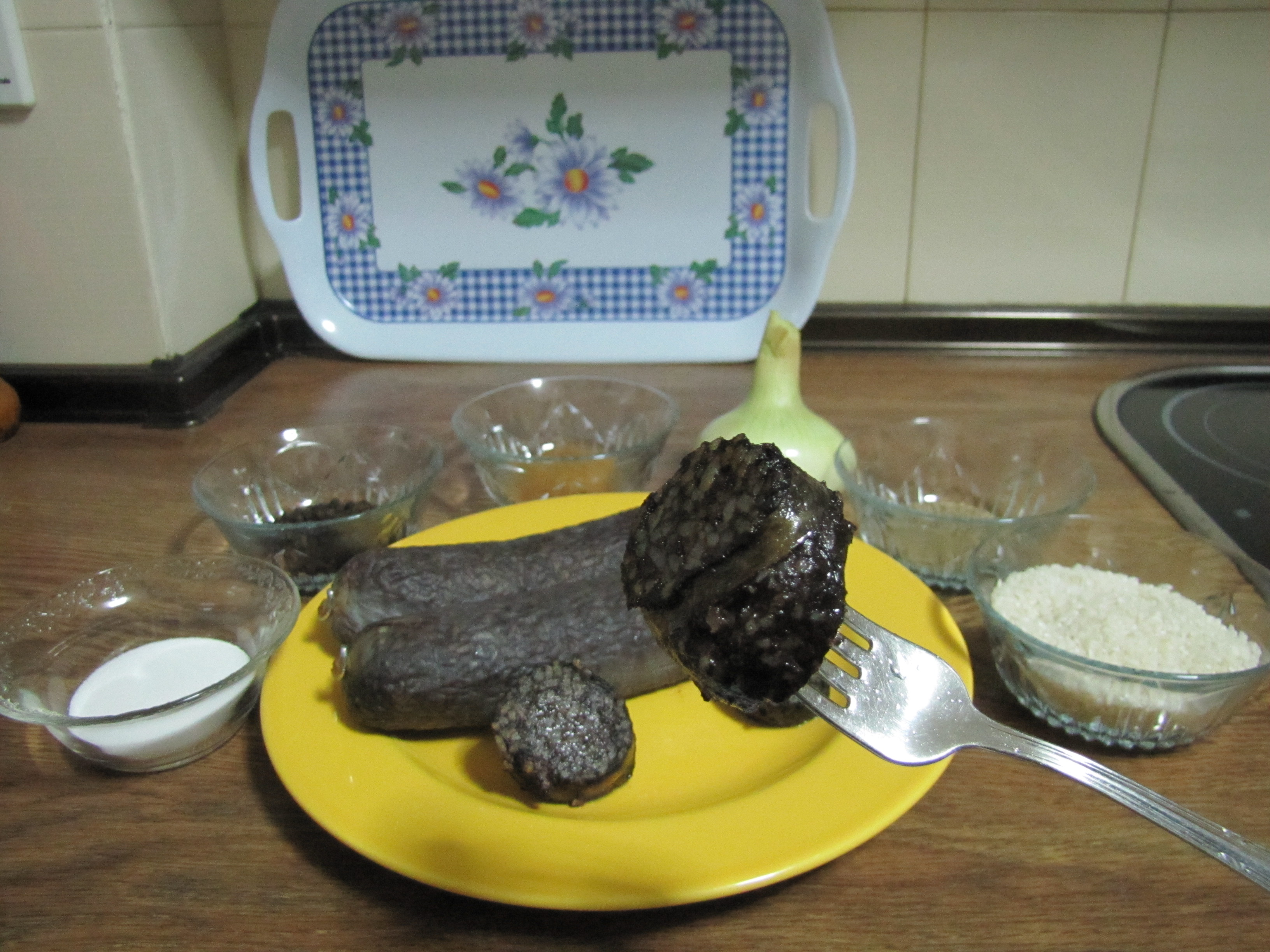
Morcilla de Aranda frita, y rodeada de sus ingredientes.

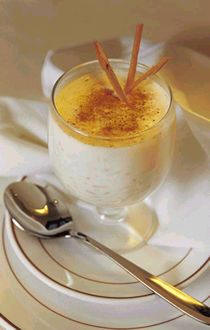
Arroz con leche.

Otras variedades de preparación del arroz a lo largo del mundo son la harina de arroz característica de su alto contenido de almidón, empleada en la elaboración de salsas, rellenos, etcétera. La harina es empleada debido a la característica especial de su fina textura. Su bajo contenido de proteína hace que absorba poca cantidad de agua. Se emplea en la elaboración de la tempura. Su masa no puede emplearse en la elaboración de pan debido a la ausencia de gluten. El arroz en polvo se emplea en la cocina vietnamita, en la que se suele moler un arroz tostado que se vierte finalmente sobre platos. Entre el procesado de arroz se encuentran los fideos de arroz que se emplean como acompañamiento de sopas y dumplings de carne o verdura. Se emplea a veces en la elaboración de snacks.
Algunas preparaciones especiales de arroz son el mochi japonés (similares a los arancini italianos), el Amazake (Japonés) y el lao chao (chino) elaborados con arroz fermentado (empleando el Aspergillus oryzae). En algunos casos, el sushi se elaboró antiguamente siguiendo estas recetas.
En algunas zonas de Asia se fermenta obteniendo bebidas alcohólicas como el sake, en la cocina china se elaboran vinos de arroz y en la coreana el soju.
El arroz con leche, un tradicional postre de varias gastronomías, se elabora cociendo el arroz en leche con azúcar, y una vez preparado, se le suele espolvorear canela por encima.
Este cereal también es utilizado como añadido en otro tipo de platos tradicionales españoles, como la morcilla de Burgos, un embutido que gracias a la cocción es un alimento de media conservación, y en la morcilla de Aranda, en la que se realizan dos cocciones.

## Sabor del arroz
El sabor del arroz depende en gran medida de la variedad, así como del grado de procesamiento realizado en la molienda. Es interesante la investigación de los aromas en el arroz no solo por el consumo humano, sino por la percepción que tienen de este los insectos (potenciales plagas). Las partes exteriores del arroz poseen una mayor cantidad de aminoácidos libres, azúcares, minerales y proporcionalmente menos almidón. Es por esta razón por la que mientras más almidón tenga el arroz más sabor contendrá. El aroma estándar del arroz recuerda a las setas, a los pepinos, proporcionando ciertos toques de palomitas así como aromas florales. Casi siempre son responsables los aldehídos de seis a diez carbonos en la molécula. El arroz marrón posee cierto contenido de vainillina.
Cerca de 100 compuestos volátiles se han detectado en arroz cocinado, y gran parte de ellos son contribuyentes del aroma final del arroz. En algunos casos el principal compuesto que proporciona aroma al arroz es la 2-acetil-1-pirrolina (en especial aquel arroz que posee aromas similares al de las palomitas de maíz), este aroma se encuentra presente de igual forma en la corteza del pan. No obstante, este aroma se libera durante su cocinado y decrece de forma progresiva, hasta ser mínimo al llegar al plato.

## Almacenamiento

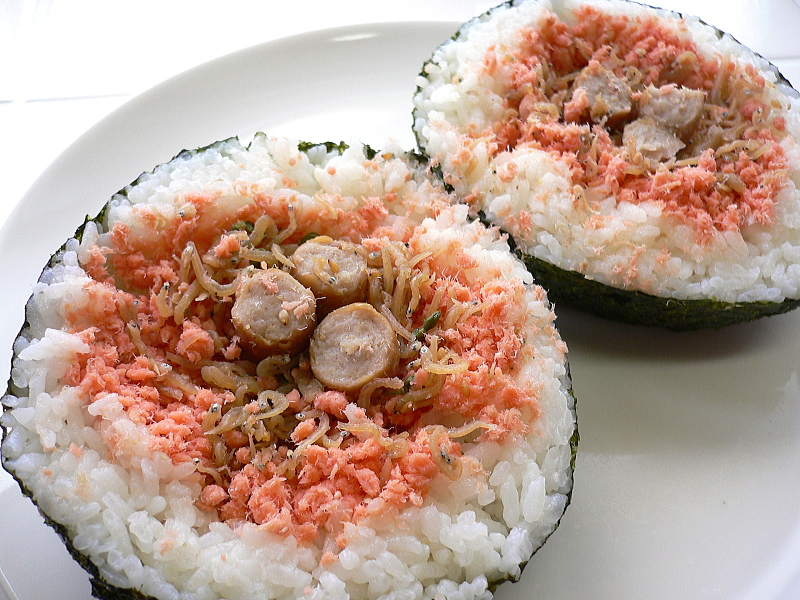
Secciones de onigiri japoneses.

El arroz cocinado en agua es una fuente peligrosa de bacterias y se convierte en una fuente potencial de intoxicación alimentaria que debe vigilarse con atención. El arroz crudo suele llevar esporas (que sobreviven en altas temperaturas) en estado de hibernación como la bacillus cereus, que produce toxinas que afectan al sistema gastrointestinal. Los platos de arroz deben servirse inmediatamente tras su cocinado y los restos deben ser mantenidos en la nevera para evitar el crecimiento bacteriano. Algunas preparaciones culinarias evitan este crecimiento bacteriano mediante la aplicación de bactericidas naturales, como en el caso del sushi al aplicar vinagre de arroz, o algunas preparaciones de la India al emplear la canela. Las ensaladas que contienen arroz son convenientemente acidificadas con vinagre para evitar el crecimiento bacteriano.

## Beneficios de su consumo
Algunos estudios han demostrado que el consumo de arroz con su capa de salvado hace que se reduzca el nivel de colesterol en la sangre. Aunque el consumo de arroz con salvado es minoritario debido a su poca durabilidad.

## Arroz y cambio climático

### Emisiones procedentes de la producción de arroz

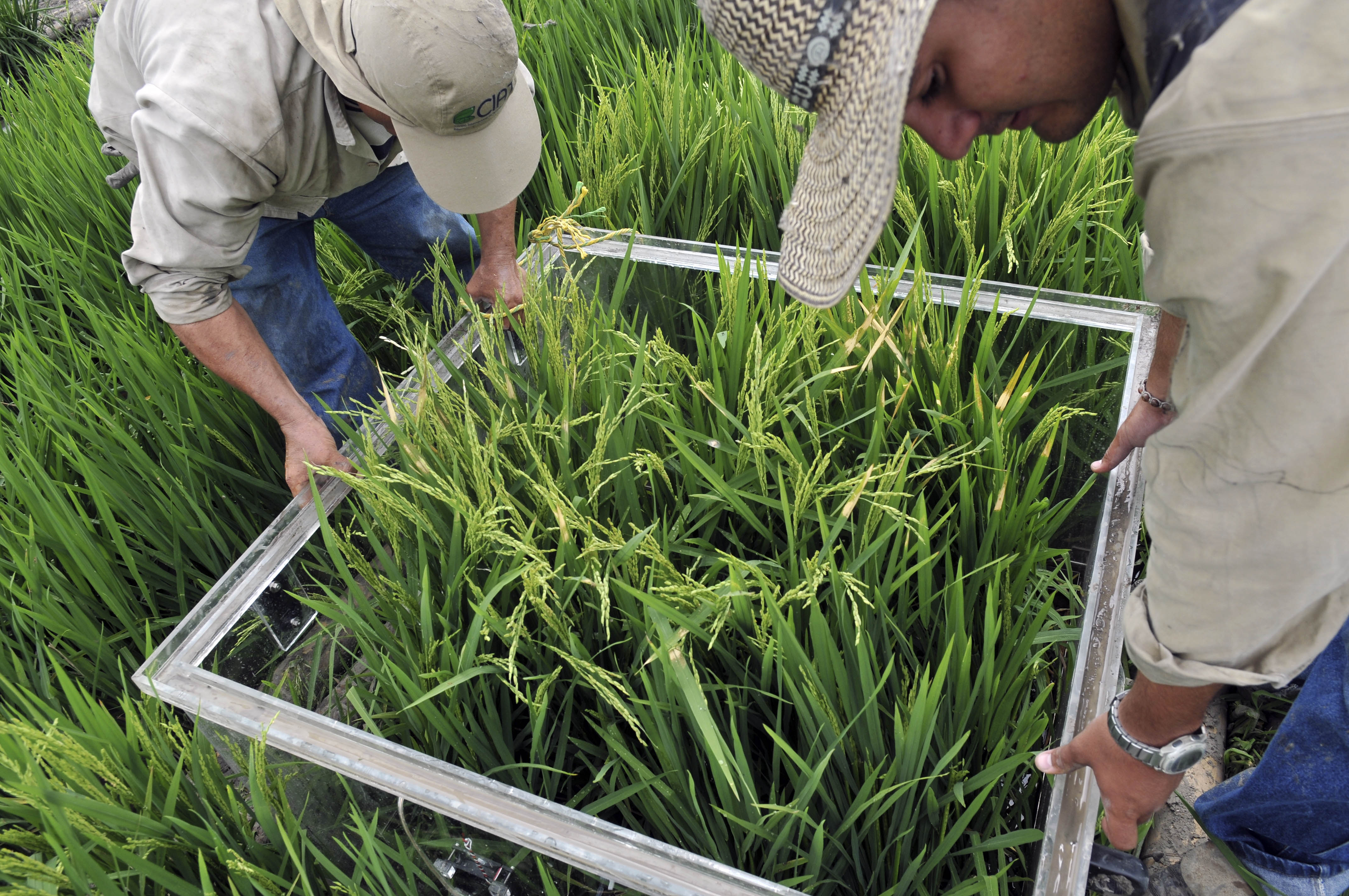
Trabajo en la sede del CIAT en Colombia, para medir las emisiones de gases de efecto invernadero en la producción de arroz.

En 2022, las emisiones de gases de efecto invernadero procedentes del cultivo del arroz se estimaron en 5.700 millones de toneladas de CO2eq, lo que representa el 1,2 % de las emisiones totales. Dentro del sector agrícola, el arroz produce casi la mitad de las emisiones de gases de efecto invernadero de las tierras de cultivo, alrededor del 30 % de las emisiones agrícolas de metano y el 11 % de las emisiones agrícolas de óxido nitroso. El metano se libera en los arrozales sometidos a inundaciones prolongadas, ya que éstas impiden que el suelo absorba el oxígeno atmosférico, lo que provoca la fermentación anaeróbica de la materia orgánica del suelo. Las emisiones pueden limitarse plantando nuevas variedades, no inundando continuamente y eliminando la paja.
Es posible reducir las emisiones de metano en el cultivo del arroz mejorando la gestión del agua, combinando la siembra en seco y una siega, o ejecutando una secuencia de mojado y secado. De este modo se consigue una reducción de las emisiones de hasta el 90 % en comparación con la inundación total e incluso un aumento de los rendimientos.

### Efectos del cambio climático en la producción de arroz
Un estudio de 2010 reveló que, como consecuencia del aumento de las temperaturas y la disminución de la radiación solar durante los últimos años del siglo XX, el rendimiento del arroz, medido en más de 200 explotaciones de siete países asiáticos, disminuyó entre un 10 % y un 20 %. Esto puede deberse al aumento de la respiración nocturna. El IRRI ha pronosticado que el rendimiento del arroz asiático disminuirá en torno a un 20 % por cada 1 °C de aumento de la temperatura media mundial. Además, el arroz es incapaz de producir grano si las flores experimentan una temperatura de 35 °C o más durante más de una hora, por lo que la cosecha se perdería en estas condiciones.
En el valle del Po, en Italia, las variedades de arroz arborio y carnaroli para risotto han sufrido malas cosechas debido a la sequía en el siglo XXI. El Ente Nazionale Risi está desarrollando variedades resistentes a la sequía; su variedad nuovo prometeo tiene raíces profundas que le permiten tolerar la sequía, pero no es adecuada para el risotto.

## Cultivo

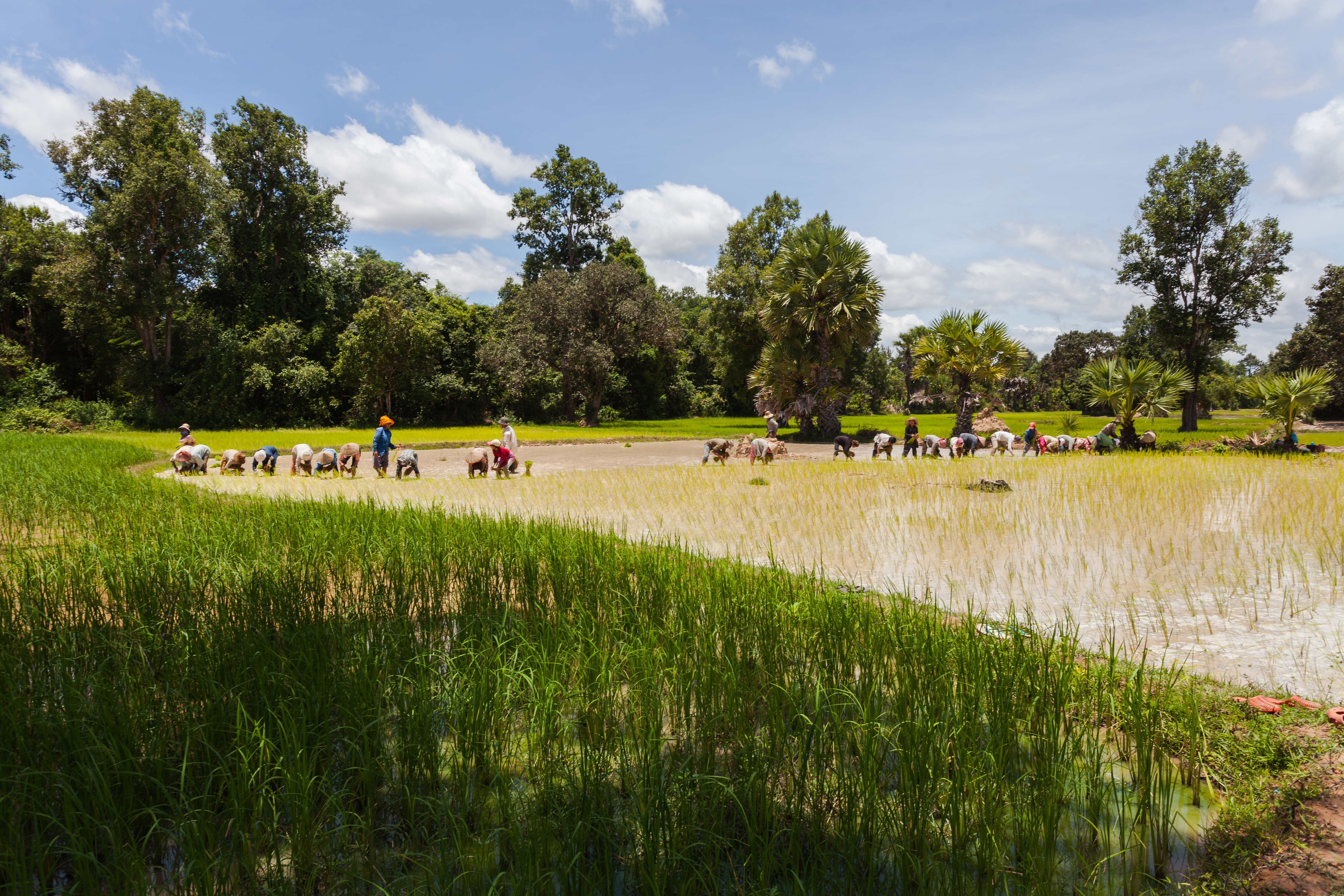
Arrozal en Angkor, Camboya.

### Plagas y enfermedades
Las plagas del arroz son o bien organismos o bien microbios con el potencial de reducir el rendimiento o el valor del cultivo del arroz (o de sus semillas). Las plagas del arroz comprenden  malas hierbas, patógenos, insectos, nematodos, roedores y aves. Hay una variedad de factores que contribuyen al  advenimiento de una plaga, como por ejemplo factores meteorológicos, mala irrigación, uso excesivo de  insecticidas y aplicación de demasiado altas dosis de fertilizantes nitrogenados. Las condiciones meteorológicas pueden también contribuir a las plagas. Por ejemplo, plagas de cecidómidos y de Spodoptera mauritia (lawn armyworm) suelen aparecer después de periodos de mucha lluvia en la temporada húmeda, mientras que plagas trips se asocian con sequías.

#### Plagas animales

##### Insectos

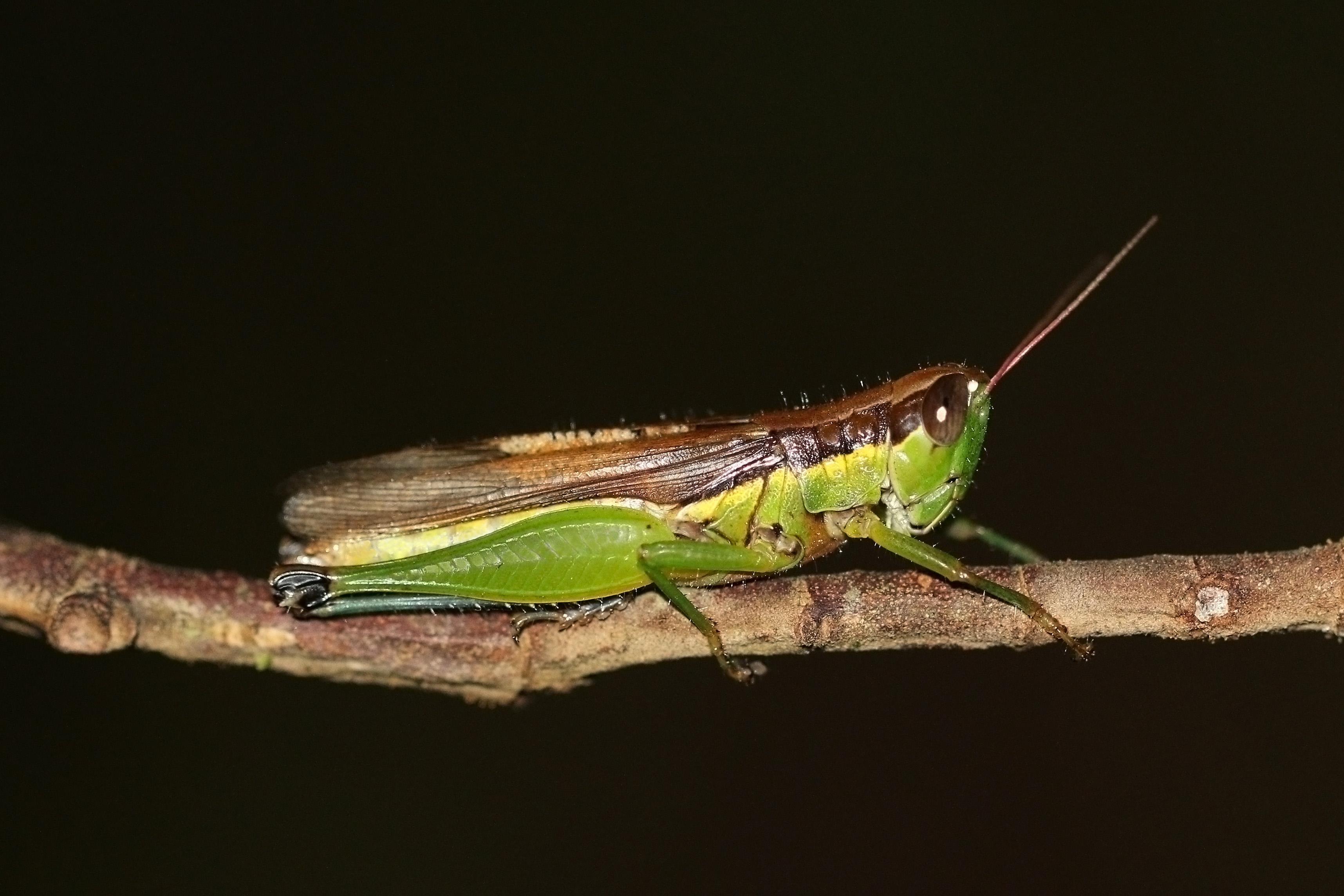
Saltamontes del arroz chino
(Oxya chinensis)
Borneo, Malasia

Entre las mayores plagas de insectos del arroz figuran: el Nilaparvata lugens (Brown PlantHopper, BPH), varias especies de chupadores de tallos como los del género Scirpophaga y Chilo suppressalis, las moscas de las agallas del arroz, varias especies de escarabajos del arroz, en particular el género Leptocorisa, desfoliadores como el Cnaphalocrocis medinalis, Dicladispa armigera y Oxya. El cogollero del maíz, un lepidóptero, también ataca al arroz. El gorgojo del arroz ataca el producto almacenado.

##### Nematodos
Varias especies de nematodos infectan al arroz, causando enfermedades como la ufra (nematodo del tallo Ditylenchus dipsaci), la enfermedad de la punta blanca  (Aphelenchoide bessei), y la enfermedad de los nudos de la raíz (Meloidogyne graminicola). Algunas especies de nematodos como Pratylenchus spp. son más peligrosas en las tierras altas por todo el mundo. El nematodo de la raíz del arroz (Hirschmanniella oryzae) es un endoparásito migratorio que cuando se encuentra a altos niveles de inoculo lleva a la completa destrucción del cultivo. Más allá de ser parásitos obligados, también reducen el vigor de las plantas e incrementan la susceptibilidad de las plantas a otras plagas y enfermedades.

##### Otras plagas
Otras plagas son por ejemplo el caracol de la manzana Pomacea canaliculata, la polilla del panículo del arroz, las ratas, y la mala hierba Echinochloa crusgali.

#### Enfermedades
El tizón del arroz Magnaporthe grisea es un hongo, que causa la enfermedad más significativa al arroz cultivado. Este junto con la bacteriosis del arroz (causada por Xanthomonas oryzae pv. oryzae) son las dos peores enfermedades a nivel mundial, y es tal su importancia -y la del arroz- que figuran entre las 10 enfermedades más importantes de las plantas en general. Otras enfermedades bacterianas y fúngicas del arroz  son el sheath blight(roya del forro), causado por el basidiomiceto Rhizoctonia solani), o la que causa el hongo (Ustilaginoidea virens), la roya del panículo bacteriana  (Burkholderia glumae), sheath rot (Sarocladium oryzae), and bakanae (Fusarium fujikuroi). También hay enfermedades víricas, como el Rice ragged stunt virus cuyo vector es el saltamontes BPH, y el Tungrovirus (vector: Nephotettix spp). Existe también un hongo ascomiceto, el Cochliobolus miyabeanus, que causa le enfermedad de las manchas marrones en el arroz.

#### Gestión integral de plagas
Los científicos dedicados a la protección de plantas intentan desarrollar técnicas de gestión de las plagas que sean sostenibles (es decir, que la gestión de las plagas se lleve a cabo de tal manera que no amenace la producción futura). Sustainable pest management is based on four principles: biodiversity, host plant resistance (HPR), landscape ecology, and hierarchies in a landscape—from biological to social. En la actualidad, la gestión de las plagas del arroz comprende técnicas de cultivo, el uso de variedades resistentes a las plagas, y plaguicidas (lo que incluye  insecticidas). Hay cada vez más evidencia de que el uso de plaguicidas es a menudo innecesario, y que a veces incluso facilita la aparición de plagas. Mediante la reducción de las poblaciones de enemigos naturales de las plagas del arroz, un mal uso de insecticidas puede en realidad llevar a la aparición de plagas. El International Rice Research Institute (IRRI) demostró en 1993 que una reducción del 87.5 % en el uso de plaguicida puede llevar a una caída general del número de plagas. El IRRI llevó a cabo dos campañas en Vietnam en 1994 y en 2003, respectivamente, que disuadían el mal uso de insecticidas y una gestión más inteligente de las plagas.
Las plantas de arroz producen sus propias defensas químicas para protegerse de los ataques de las plagas. Algunos productos químicos sintéticos, como el herbicida 2,4-D, provocan que la planta aumente su producción de sustancias químicas defensivas e incrementan así la resistencia de las planta a algunos tipos de plagas. Por el contrario, otros productos químicos, como el insecticida imidacloprid, pueden inducir cambios en la expresión de genes del arroz que hacen a la planta más susceptible a ataques de ciertos tipos de plagas. Los 5-Alkylresorcinols son sustancias químicas que se pueden encontrar en el arroz.
Algunos agricultores utilizan extractos naturales de plantas, llamados a veces  "plaguicidas naturales", para tratar de controlar plagas del arroz. Estos extractos comprenden extractos de hojas, o directamente un mulch de las propias hojas. Algunos cultivadores de arroz de tierras altas en Camboya extienden hojas del arbusto amargo (Chromolaena odorata) sobre la superficie de los campos después de la plantación. Esta práctica probablemente ayuda a que el suelo retenga humedad y de esta manera favorezca la germinación de las semillas. Los agricultores dicen también que las hojas son un fertilizante natural y ayuda a suprimir malas hierbas e infestaciones.

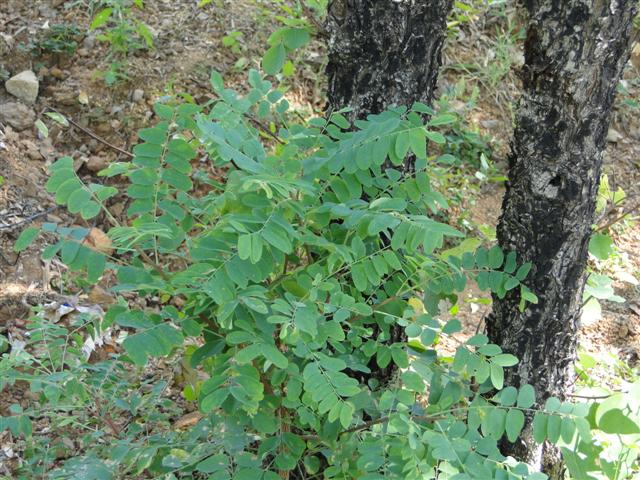
Uso del cloroxilon en la gestión de plagas en el cultivo orgánico de arroz en Chattisgarh India.

Existen diferencias entre distintas variedades de arroz en las respuestas y la recuperación ante las plagas. Hay muchas variedades de arroz que han sido seleccionadas por su resistencia a plagas de insectos. Por ello se recomiendan cultivares particulares para áreas susceptibles de problemas concretos de ciertas plagas. La capacidad  basada en la genética de una variedad de arroz para soportar un ataque de una plaga se llama resistencia. Se conocen tres tipos principales de resistencia vegetal a las plagas: sin preferencia, antibiosis, y tolerancia. Sin preferencia  (o antixenosis) describe plantas hospedadoras que los insectos prefieren evitar; antibiosis es cuando la supervivencia del insecto se reduce después de la ingestión de tejido de la planta hospedadora; y la tolerancia es la capacidad de una planta de producir un gran rendimiento o una gran calidad a pesar de una infestación por insectos.
Con el paso del tiempo, el uso de variedades de arroz resistentes a plagas selecciona plagas que son capaces de vencer estos mecanismos de resistencia. Cuando una variedad de arroz no puede resistir más a infestaciones de una plaga se dice que la resistencia se ha destruido. Las variedades de arroz que se pueden cultivar durante muchos años  en presencia de plagas y mantienen sus capacidad para soportar las plagas, se dice que tienen una resistencia duradera. Los mejoradores de plantas examinan las variedades de arroz a menudo para descubrir nuevas fuentes de resistencia duradera.

#### Malas hierbas parasitarias
El arroz es parasitado por la mala hierba  eudicota Striga hermonthica, que es de importancia local para este cultivo.

## Historia del cultivo del arroz
La historia del cultivo del arroz es larga y compleja. El consenso científico, basado en evidencias arqueológicas y lingüísticas es que el arroz Oryza sativa fue domesticado por primera vez en la cuenca del río Yangtzé  en China hace entre 13 500 y 8200 años. Desde aquella primera vez en que se cultivó, la emigración y el comercio extendieron el arroz por todo el mundo, primero por la mayor parte de Asia, y después más allá, finalmente hasta llegar a las Américas como parte del Intercambio colombino.  El arroz Oryza glaberrima, en la actualidad menos común, fue domesticado de manera independiente en África hace entre 3000 y 3500 años. Otros arroces salvajes se han cultivado también en otras geografías, como en las Américas.
Desde su expansión, el arroz se ha convertido en una cosecha esencial global importante para la seguridad de abastecimiento alimentaria y también para la cultura alimentaria en todo el mundo. Variedades locales de Oryza sativa han dado como resultado más de 40 000 cultivares de varios tipos. Cambios más recientes de prácticas agrícolas y de métodos de mejora vegetal, parte de la revolución verde y  la incorporación de tecnologías agrícolas han llevado a una producción creciente en las décadas recientes, con la emergencia de nuevos tipos de arroz, como el arroz dorado, modificado genéticamente para contener beta-caroteno.

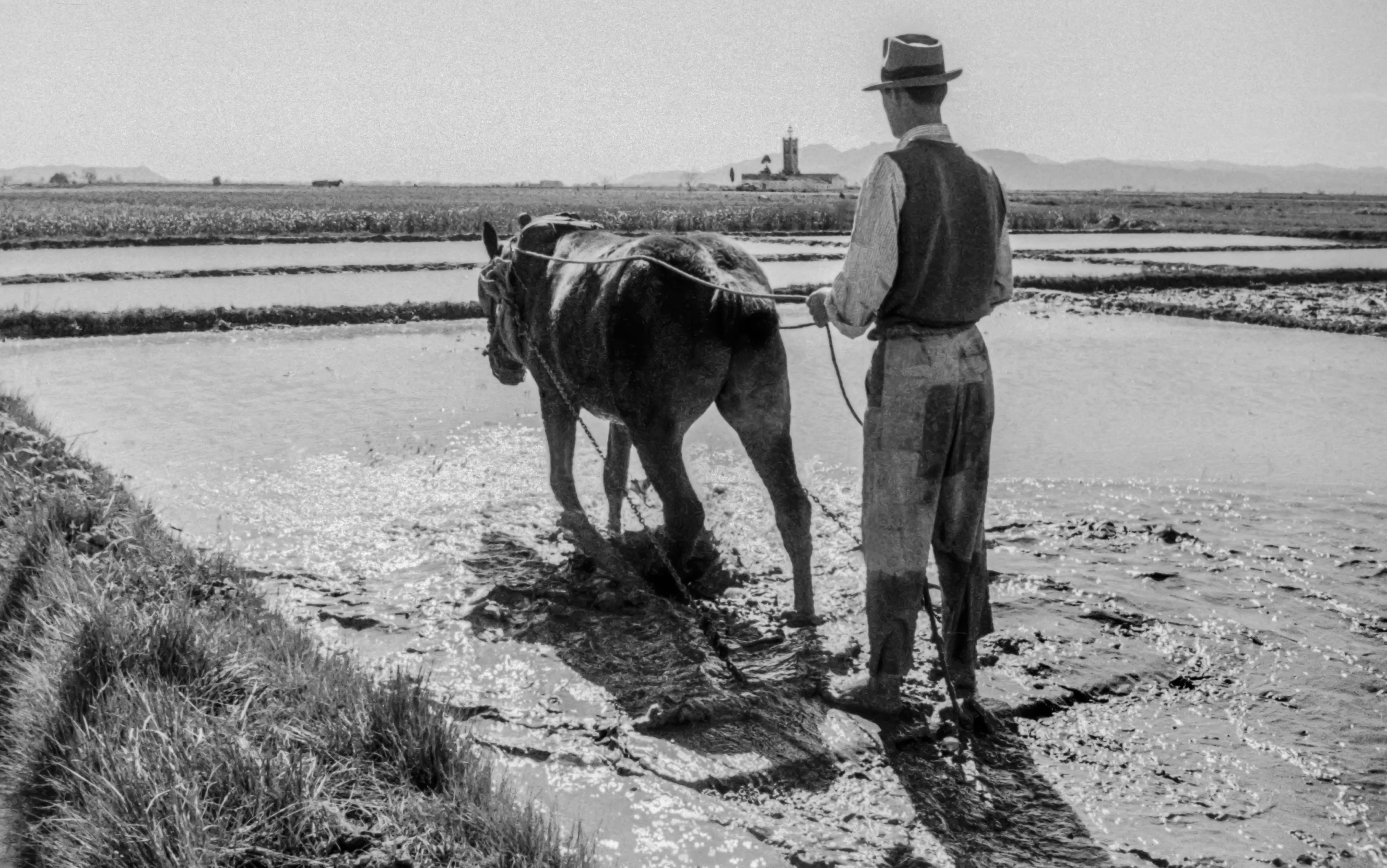
1952
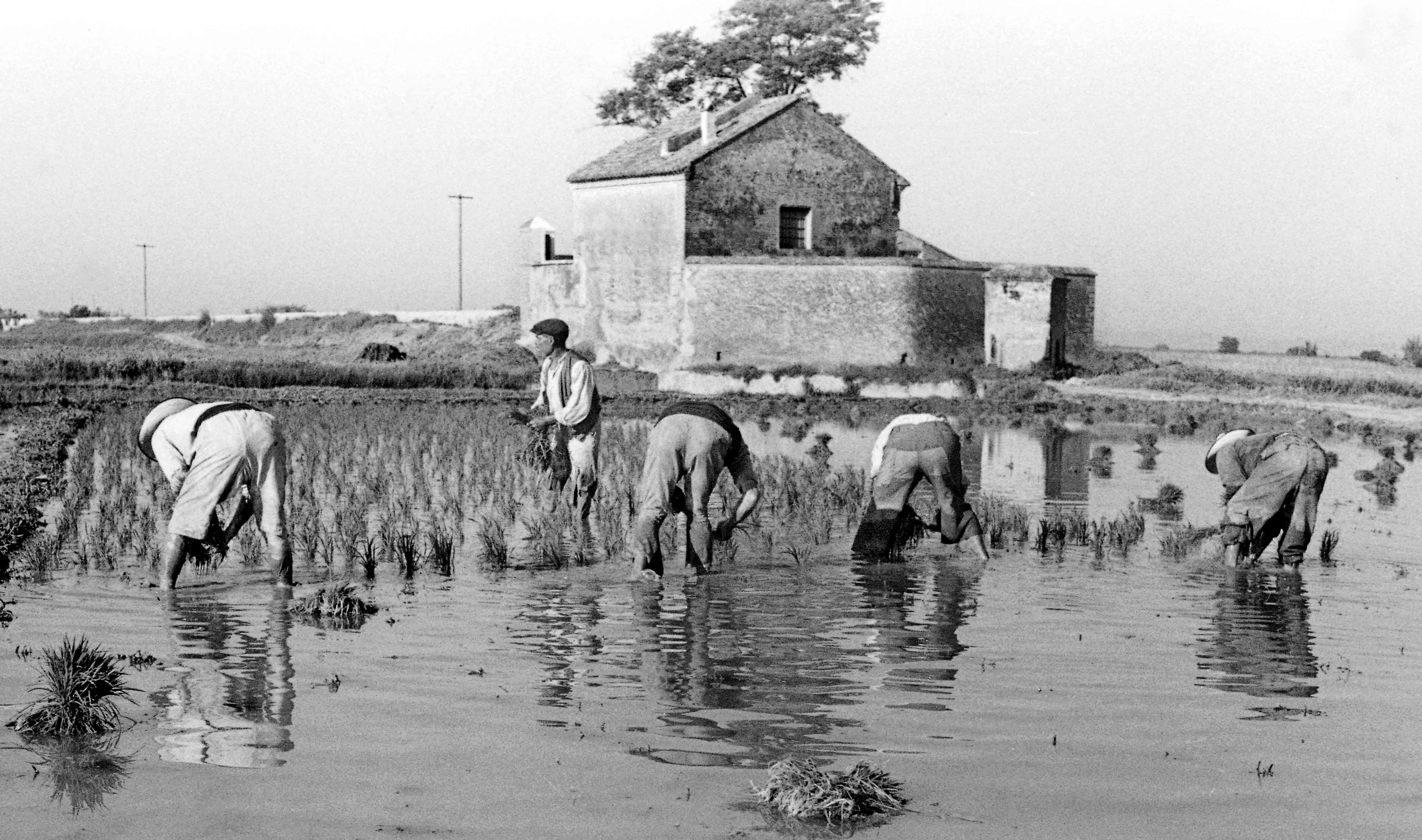
Cultivo en la huerta valenciana, 1949
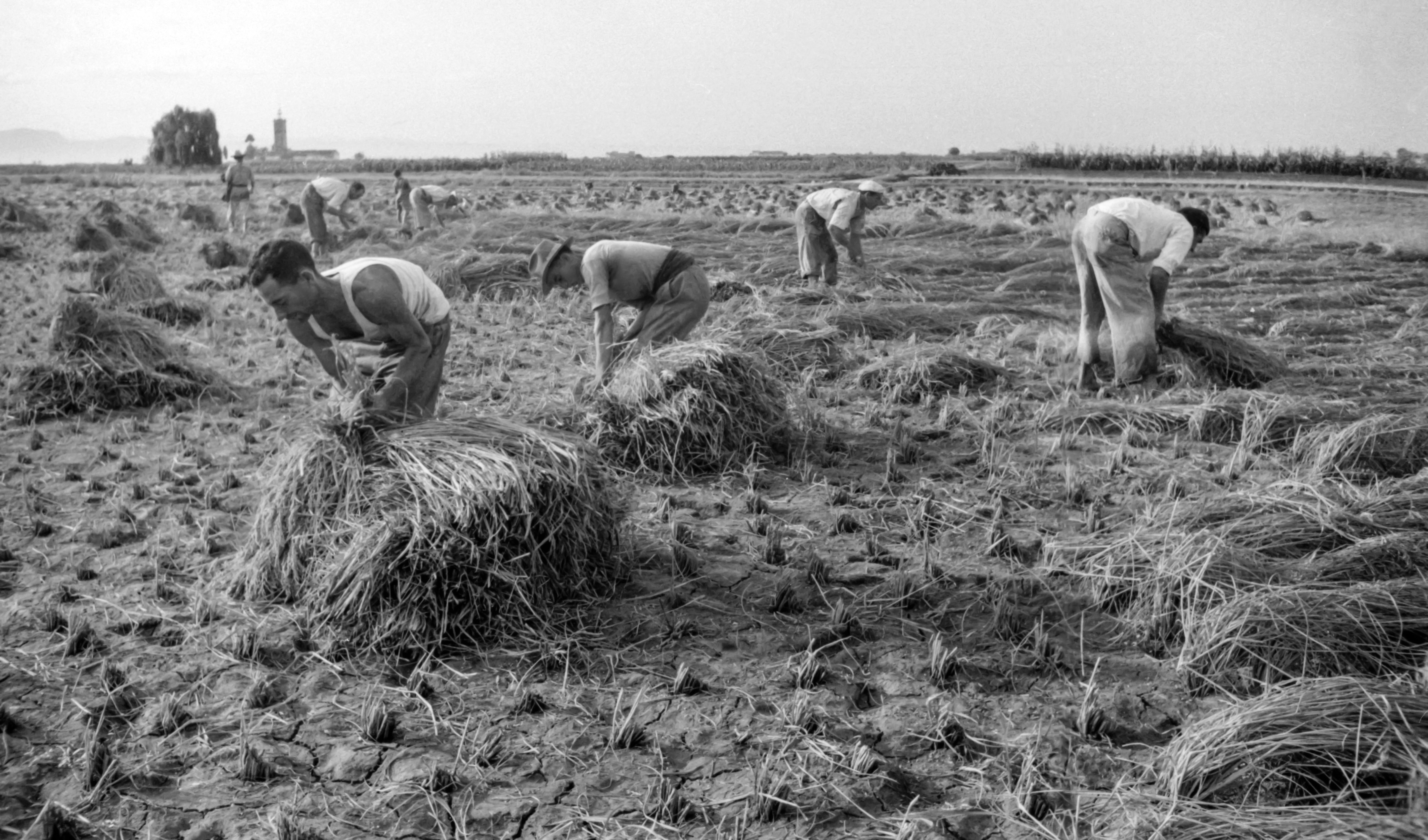
1953

### El cultivo del arroz, de Asia a Europa

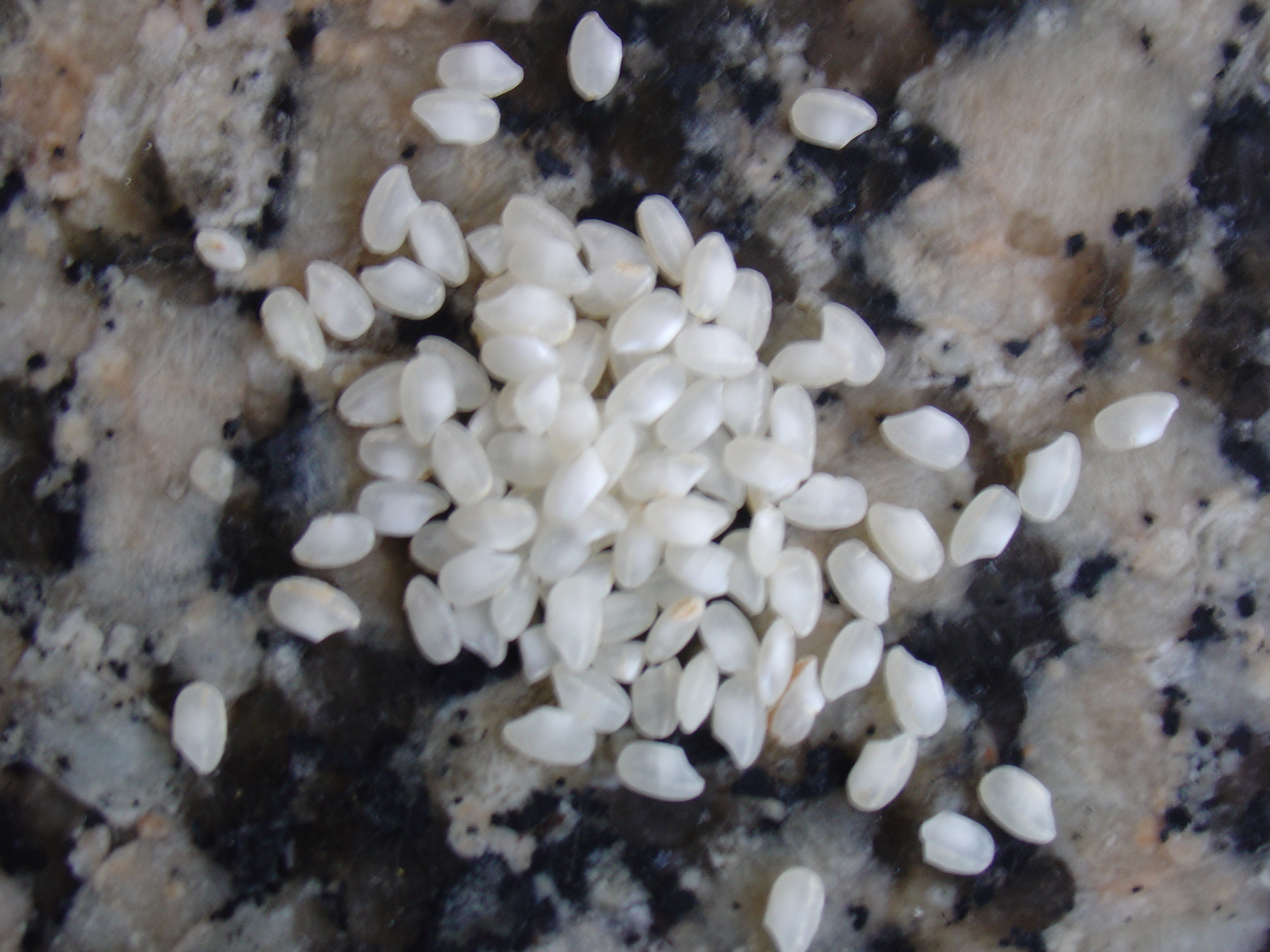
El arroz a medida que instala su cultivo en España, va sufriendo transformaciones para adaptarse al clima mediterráneo.

El Oriente Medio tuvo constancia de la existencia de este cereal por las rutas comerciales de Asia meridional ya en el primer milenio a. C. En el año 330 a. C. la incursión de Alejandro Magno sobre el imperio aqueménida hasta llegar a la India abren la posibilidad a Occidente de conocer el arroz. No obstante, los historiadores sostienen que el arroz pudo haber entrado en Europa en distintos momentos y por rutas paralelas:
- Desde Persia al Antiguo Egipto a lo largo del siglo IV a. C. y siglo I a. C.
- Desde la Antigua Grecia o Egipto a España y Sicilia en el siglo VIII con los árabes.
- Desde Persia a España en el siglo octavo y luego a Italia entre los siglos XIII y XVI.[84]
- Posteriormente, el imperio otomano llevó el arroz desde Persia a los Balcanes.[85]

### El arroz en España
El arroz no fue cultivado en España en grandes cantidades hasta la llegada de los árabes a la Península. Durante el periodo del al-Ándalus en España se mejoraron los sistemas de riego creados por los romanos a lo largo de la costa mediterránea, mediante su regulación en lo que se denominarían los tribunales de aguas en las comunidades, que permitieron plantar el arroz en los meses de mayo, para recolectar en los meses de septiembre/octubre. Esta nueva situación benefició el cultivo del arroz, aumentando su producción. Se empleaban por aquella época sistemas basados en el qanat con el objeto de llevar el agua desde las colinas y poder irrigar el llano colindante.
Cuando Jaime I de Aragón entra en Valencia en el año 1238 manda quitar los arrozales cercanos a la ciudad, con objeto de no se propaguen enfermedades (que hoy sabemos eran transmitidas por los mosquitos que crían en los arrozales), y limita su cultivo al área de La Albufera.Los reyes de aquella época prohibieron repetidas veces el cultivo del arroz en áreas cercanas a las ciudades, lo que generó una cultura singularmente rural.

### El arroz en África
Las crónicas portuguesas del siglo XV encontraron grandes cultivos de arroz bien establecidos en África Occidental, pero los siglos de esclavismo que siguieron hicieron casi desaparecer esta actividad. Los estudios genéticos y arqueológicos realizados en el siglo XX demostraron que se trataba de una especie autóctona, Oryza glaberrima, de la que se han encontrado restos de cultivos datados hace más de 3.000 años. En tiempos más recientes se ha introducido el cultivo del arroz asiático, que es el más frecuente en la actualidad.

### El arroz en América
El arroz asiático fue introducido en América por los españoles, constando que se encontraba entre las especies que transportó Cristóbal Colón en su segundo viaje, en 1493. Sin embargo, los grandes cultivos de arroz en el continente se asocian al periodo del esclavismo, habiéndose demostrado que el conocimiento de su cultivo que tenían los esclavos procedentes de África occidental fue la clave de su expansión. Su participación fue especialmente importante en los cultivos de marea, una técnica originaria de África y presente hoy en Brasil, Cuba y Estados Unidos.